# Кубок світу з біатлону 2007—2008 — етап 3
Третій етап  Кубка світу з біатлону 2007–2008 відбувався в Поклюці, Словенія, з 13 грудня по  16 грудня 2007 року.

## Гонки
Розклад гонок наведено нижче
| Дата      | Час       | Гонка                               |
| --------- | --------- | ----------------------------------- |
| 13 грудня | 11:15 CET | Чоловіки, індивідуальна гонка 20 км |
| 13 грудня | 14:15 CET | Жінки, індивідуальна гонка 15 км    |
| 15 грудня | 11:30 CET | Чоловіки, спринт 10 км              |
| 15 грудня | 14:15 CET | Жінки, спринт 7,5 км                |
| 16 грудня | 10:30 CET | Чоловіки, естафета 4х7,5 км         |
| 16 грудня | 14:15 CET | Жінки, естафета 4х6 км              |

## Призери

### Чоловіки
| Гонка:                                                                             | Золото:                                                           | Час                                                       | Срібло:                                                                 | Час                                                       | Бронза:                                                                | Час                                           |
| Індивідуальна гонка 20 км Протокол [Архівовано 14 вересня 2012 у Wayback Machine.] | Еміль Хегле Свендсен Норвегія                                     | 51:58.1 (0+0+0+0)                                         | Александер Вольф Німеччина                                              | 52:46.7 (0+0+0+1)                                         | Сергій Седнєв Україна                                                  | 53:54.0 (0+0+0+1)                             |
| Спринт 10 км Протокол [Архівовано 27 жовтня 2013 у Wayback Machine.]               | Уле-Ейнар Б'єрндален Норвегія                                     | 23:44.5 (0+1)                                             | Дмитро Ярошенко Росія                                                   | 23:49.3 (0+1)                                             | Маттіас Нільссон Швеція                                                | 23:56.2 (0+0)                                 |
| Естафета, 4х7,5 км Протокол [Архівовано 10 червня 2015 у Wayback Machine.]         | Росія Андрій Маковеєв Максим Чудов Дмитро Ярошенко Микола Круглов | 1:16:58.1 (0+0) (0+0) (0+0) (0+2) (0+1) (0+0) (0+0) (0+0) | Німеччина Міхаель Рьош Александер Вольф Андреас Бірнбахер Міхаель Грайс | 1:19:33.1 (0+0) (0+3) (0+1) (0+0) (0+0) (1+3) (0+1) (0+3) | Австрія Даніель Мезотіч Фрідріх Пінтер Домінік Ландертінгер Сімон Едер | 1:20:09.5 (0+1) (0+3) (0+3) (0+2) (0+3) (0+0) |

### Жінки
| Гонка:                                                                            | Золото:                                                                | Час                                                     | Срібло:                                                                    | Час                                                       | Бронза:                                                          | Час                                                       |
| Індивідуальна гонка 15 км Протокол [Архівовано 10 червня 2015 у Wayback Machine.] | Катерина Юр'єва Росія                                                  | 43:47.3 (0+0+0+0)                                       | Мікела Понца Італія                                                        | 44:42.4 (0+0+0+0)                                         | Мартіна Бек Німеччина                                            | 45:05.5 (0+1+0+0)                                         |
| Спринт, 7,5 км Протокол [Архівовано 16 липня 2014 у Wayback Machine.]             | Сандрін Байї Франція                                                   | 21:32.6 (1+0)                                           | Кайса Мякяряйнен Фінляндія                                                 | 21:41.8 (0+1)                                             | Маґдалена Нойнер Німеччина                                       | 21:53.3 (0+3)                                             |
| Естафета 4 x 6 км Протокол [Архівовано 26 липня 2013 у Wayback Machine.]          | Німеччина Мартіна Бек Сабріна Бухгольц Маґдалена Нойнер Андреа Генкель | 1:13:52.4 (0+0 (0+1) (0+0 (0+2) (0+1) (0+1) (0+0) (0+1) | Росія Світлана Слєпцова Оксана Неупокоєва Наталія Сорокіна Катерина Юр'єва | 1:14:34.9 (0+0) (0+1) (0+0) (0+0) (0+2) (0+0) (0+0) (0+0) | Франція Дельфін Перетто Марі Лор Брюне Сільві Бекар Сандрін Байї | 1:15:55.0 (0+0) (0+0) (0+0) (0+2) (0+2) (0+1) (0+0) (0+1) |